# Proiect Vrăjitoarea
Titlul corect al articolului este Proiect: Vrăjitoarea. Forma corectă nu apare din cauza unor restricții tehnice.
Proiect: Vrăjitoarea (titlu originar: The Blair Witch Project) este un film american independent cu buget redus din 1999 regizat de Daniel Myrick și Eduardo Sánchez. Este creat în genurile înregistrare recuperată, groază, psihologic. Rolurile principale au fost interpretate de actorii Heather Donahue,  Michael C. Williams și Joshua Leonard.  Scenariul spune povestea a trei studenți producători de film care s-au pierdut și au dispărut în pădurile Black Hills de lângă Burkittsville, Maryland în 1994, în timp ce realizau un documentar despre o legendă locală numită Blair Witch.
A devenit un succes neașteptat la box-office cu încasări de peste 248 milioane de dolari americani în întreaga lume, fiind unul dintre cele mai de succes filme independente din toate timpurile.  Filmul a fost lansat pe DVD la 26 octombrie 1999 și în 2010 pe Blu-ray.
O continuare a apărut la 27 octombrie 2000, Book of Shadows: Blair Witch 2. O altă continuare a fost planificată pentru anul următor, dar proiectul nu s-a materializat. La 2 septembrie 2009, s-a anunțat că Sanchez și Myrick lucrează la o altă continuare. O trilogie de jocuri video bazată pe filme a fost lansată în anul 2000. Franciza Blair Witch mai include diverse romane, benzi desenate și alte produse comerciale suplimentare.
La 22 iulie 2016, un trailer oficial a unei continuări a filmului, în regia lui Adam Wingard și intitulat Blair Witch, a fost lansat la San Diego Comic-Con. Filmul, produs de Lionsgate, a fost lansat la 16 septembrie 2016. Blair Witch este o continuare directă a The Blair Witch Project și nu „recunoaște” evenimentele din Book of Shadows: Blair Witch 2. Cu toate acestea, Wingard a declarat că deși noul film nu se referă la oricare dintre evenimentele din Book of Shadows: Blair Witch 2, filmul nu discreditează în mod necesar existența filmului Book of Shadows: Blair Witch 2.

## Distribuție
- Heather Donahue în rolul ei fictiv
- Michael C. Williams în rolul lui fictiv
- Joshua Leonard în rolul lui fictiv

## Producție
Filmările au început în octombrie 1997 și au durat opt zile. Cheltuielile de producție s-au ridicat la 60.000 $.

## Coloană sonoră
1. "Gloomy Sunday" – Lydia Lunch
2. "The Order of Death" – Public Image Ltd.
3. "Draining Faces" – Skinny Puppy
4. "Kingdom's Coming" – Bauhaus
5. "Don't Go to Sleep Without Me" – The Creatures
6. "God Is God" – Laibach
7. "Beware" – The Afghan Whigs
8. "Laughing Pain" – Front Line Assembly
9. "Haunted" – Type O Negative
10. "She's Unreal" – Meat Beat Manifesto
11. "Movement of Fear" – Tones on Tail
12. "The Cellar" – Antonio Cora